# Blata (Mělník)
Blata jsou základní sídelní jednotka města Mělník. Nachází se zde vlakové nádraží a prochází tudy silnice I/9.
Název je odvozen od místních podmínek, o které se přičinil potok Pšovka. Celá lokalita je charakteristická vysokou hladinou spodní vody a málo únosným podložím. Při budování železnice byla trať v těchto místech budována na mohutných násypech, aby původní podloží (bažiny) uneslo provoz. Ještě v 16. století, v těsném sousedství, stávala osada Podblatí, která připadla v roce 1542 k městu Mělník a později zcela zanikla.